# Tamaricella franckeniae
Tamaricella franckeniae är en insektsart som först beskrevs av Lindberg 1954.  Tamaricella franckeniae ingår i släktet Tamaricella och familjen dvärgstritar. Inga underarter finns listade i Catalogue of Life.